# Justy Specker
Justin Paul Specker dit Justy Specker, né le 18 août 1919 à Ferrette et mort le 16 novembre 2002 à Saint-Paul-en-Forêt, est un joueur de basket-ball, de handball, de water-polo ainsi qu'un entraîneur français de basket-ball et de water-polo ainsi qu'un dirigeant sportif.

## Carrière

### Carrière de sportif
Dans les années 1940 et 1950, Justy Specker est un homme clé de l'Avant-garde laïque de Fougères, qu'il a rejoint en 1942.

#### Basket-ball
Il est champion de France UFOLEP de basket-ball en 1948 et vice-champion de France de basket-ball en 1953 avec l'AGL Fougères,.
Avec l'équipe de France masculine de basket-ball (14 sélections et 19 points de 1945 à 1953), il est médaillé de bronze aux Championnats d'Europe 1951 et 1953, ; il termine également quatrième du Championnat d'Europe 1946.
Il est également capitaine de l'équipe de Bretagne.

#### Football
Il évolue au poste de gardien de but en Alsace avant le début de la Seconde Guerre mondiale,. Il débute à l'âge de 15 ans au CA Mulhouse, avec lequel il est champion de DH et vainqueur de la Coupe d'Alsace, et intègre l'équipe régionale du Lyonnais en 1941.

#### Handball
Il est double vainqueur de la Coupe de France de handball à onze en 1947 et 1948 avec l'AGL Fougères,. Il a aussi joué au CA Mulhouse, au FC Mulhouse, au CS Bourgoin, au MC Villefranche et à l'Avia Club.
Il compte une sélection en équipe de France en 1946.

#### Natation et water-polo
Il est champion de Bretagne du 100 mètres nage libre en 1953, international français de natation et de water-polo.

### Carrière d'entraîneur

#### Basket-ball
Il entraîne l'équipe féminine de basket-ball de l'AGL Fougères avec laquelle il remporte le Championnat de France féminin Excellence de basket-ball en 1951,.
Il entraîne le SCM Le Mans de 1959 à 1964,,, y remportant le Championnat de France Excellence (deuxième division) en 1962 et la Coupe de France de basket-ball en 1964. Il a aussi été à la tête du FC Mulhouse Basket, du SI Graffensttaden et de l'Olympique d'Antibes.
Il est sélectionneur adjoint de l'équipe de France masculine de basket-ball de 1956 à 1963, participant notamment aux Jeux olympiques de 1960.

#### Water-polo
Il entraîne l'équipe de water-polo de la VGA Saint-Maur, dont il a créé la section.

### Carrière de dirigeant
Il a été président du SCM Le Mans devenu Le Mans Sarthe Basket.

## Distinctions
- Médaille de la jeunesse, des sports et de l'engagement associatif, or

## Postérité
Une salle omnisports de Fougères porte son nom depuis 1994.